# Alfonso Cano
Guillermo León Sáenz Vargas, známější pod svým bojovým jménem Alfonso Cano (22. července 1948, Bogotá – 4. listopadu 2011, Suárez), byl kolumbijský revolucionář.

## Život
Vystudoval antropologii na Universidad Nacional. Od roku 2008 byl vůdcem Revolučních ozbrojených sil Kolumbie (FARC). V této funkci nahradil Manuela Marulandu, který organizaci založil. Alfonse Canu zastřelila po dlouhodobém pronásledování kolumbijská armáda, prezident Juan Manuel Santos označil tento počin za dosud nejvýznamnější úder proti FARCu.